# Секачёв, Пётр Яковлевич
Пётр Яковлевич Секачёв (14 июня 1927 — 20 апреля 2005) — слесарь-сборщик завода № 29 Омского совнархоза, Герой Социалистического Труда (1961).

## Биография
Родился в 1927 году в деревне Ново-Троицкая Алексеевского сельсовета Бородинского района Омского округа Сибирского края (ныне село Новотроицкое Омской области России).
В начале Великой Отечественной войны подростком стал трудиться в колхозе «Крестьянин». Позже, в течение семи лет, служил в войсках НКВД.
После увольнения, освоил профессию слесаря-сборщика и стал работать на заводе № 29 Омского совнархоза минавиапрома. Ему доверяли самые сложные задания, на его примере учили молодых специалистов. В 1953 году вступил в члены КПСС.
Указом Президиума Верховного Совета СССР от 17 июня 1961 года (закрытым) за достижение высоких показателей в производстве ракетной техники Петру Яковлевичу Секачёву было присвоено звание Героя Социалистического Труда с вручением ордена Ленина и медали «Серп и Молот».
Продолжал трудиться на предприятии, которое впоследствии было преобразовано в Омское моторостроительное объединение имени П. И. Баранова. Любил выезжать в сельскую местность в совхоз «Курумбельский» на уборку урожая. В 1979 году стал чемпионом уборки в этом хозяйстве.
Проживал в Омске. Умер 20 апреля 2005 года. Похоронен на Старо-Восточном кладбище.

## Награды
За трудовые успехи был удостоен:
- золотая звезда «Серп и Молот» (17.06.1961)
- орден Ленина (17.06.1961)
- Медаль «За трудовую доблесть» (13.12.1972)
- другие медали.